# Comptage de nuit

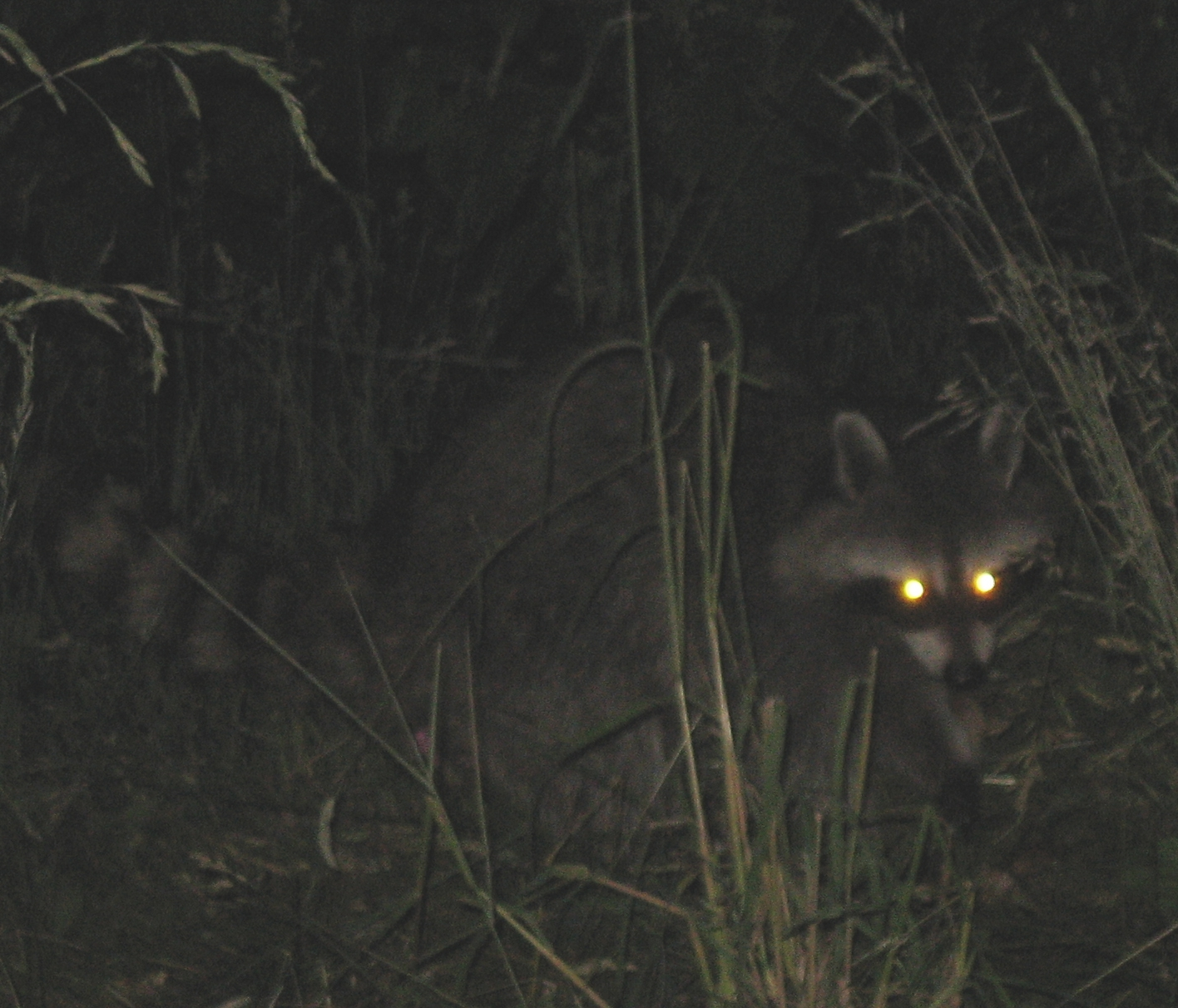
Raton-Laveur dans la nuit.

Le comptage de nuit est une méthode de dénombrement des animaux. Elle consiste à repérer un animal en pleine nuit en balayant un faisceau lumineux à l'aide d'une lampe halogène de forte puissance. L'identification se fait aux jumelles. Le comptage de nuit nécessite le travail de quatre personnes  : un conducteur de vehicule tout terrain, un compteur et deux personnes pour les projecteurs. Afin d'éviter les aléas dus aux conditions climatiques et au déplacement des animaux, le comptage est réalisé plusieurs fois, à plusieurs jours d'intervalle,.
En France, le comptage de nuit est utilisé par les fédérations de chasse pour compter le nombre de cervidés et de lièvres sur une zone donnée afin de réaliser les plans de gestion des populations. Le comptage de nuit nécessite en France une autorisation préfectorale.
Cette technique est également employée par les zoologistes pour dénombrer les animaux.